# Judenhut

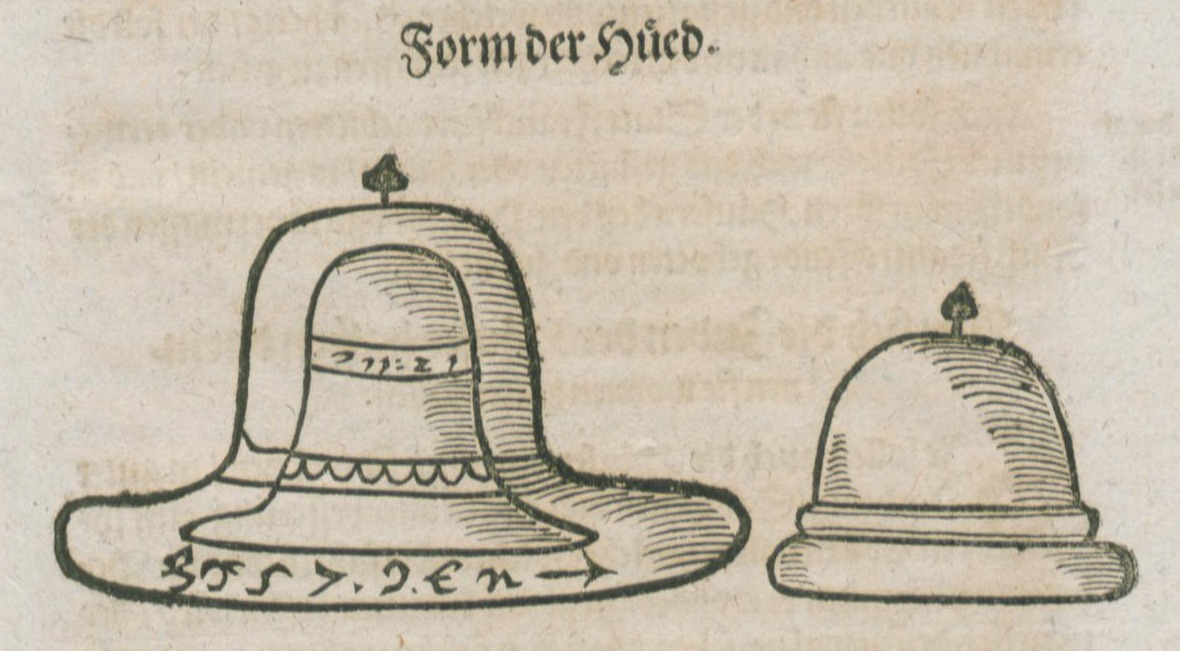
Darstellung eines Judenhutes in der Frankfurter Judenordnung (Stättigkeit), 1613. Die Pflicht, den Hut zu tragen, war um diese Zeit schon aufgehoben.

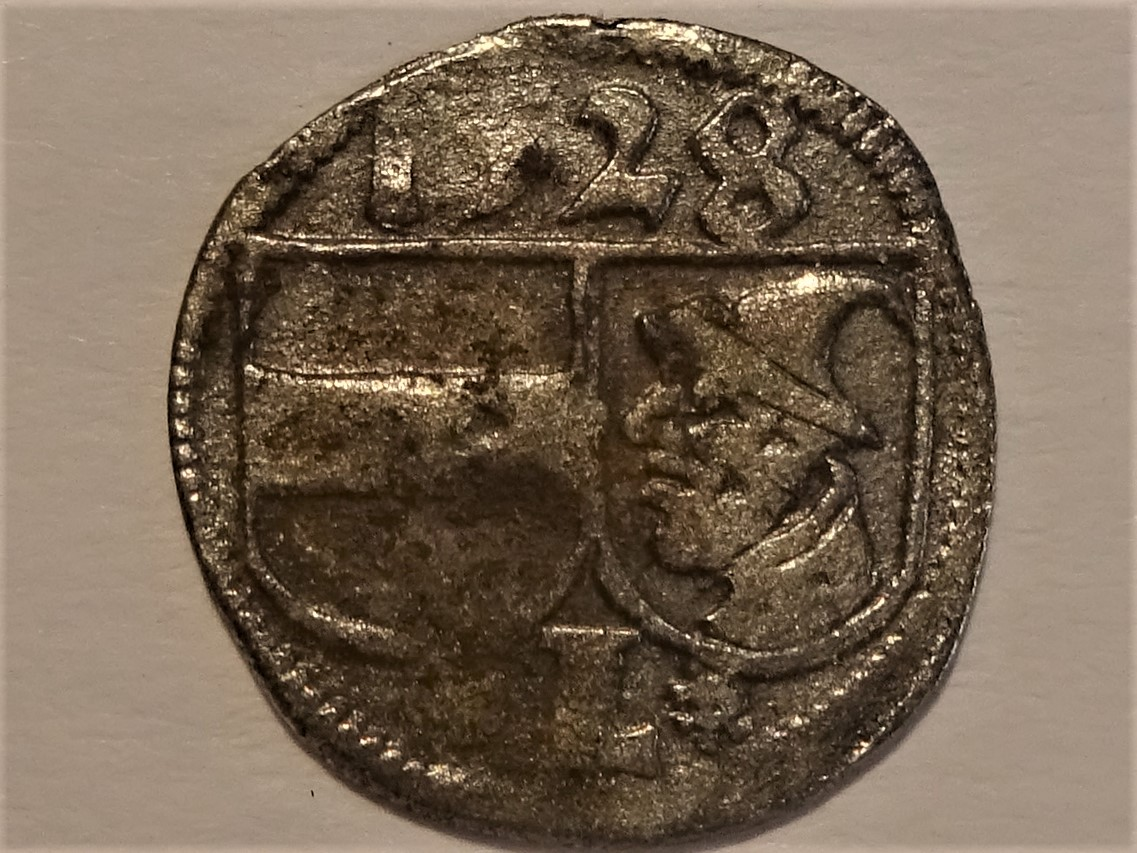
Pfennig der Landgrafschaft Leuchtenberg von 1528 mit Judenhut

Als Judenhut wird eine ikonografische Darstellung eines halbkugelig oder konisch zulaufenden breitkrempigen Hutes mit einem Knauf auf dem Scheitel („pileum cornutum“ = gehörnter Hut) bezeichnet. Dieser Hut wurde ab dem 11. Jahrhundert in der Buchmalerei und anderen Abbildungen verwendet, um Personen als Juden zu markieren. Er entstammt einer freiwillig getragenen, jüdischen Tracht, wurde ab dem 13. Jahrhundert Juden aber aus antijudaistischen Motiven als stigmatisierendes Kennzeichen vorgeschrieben.

## Ikonographie

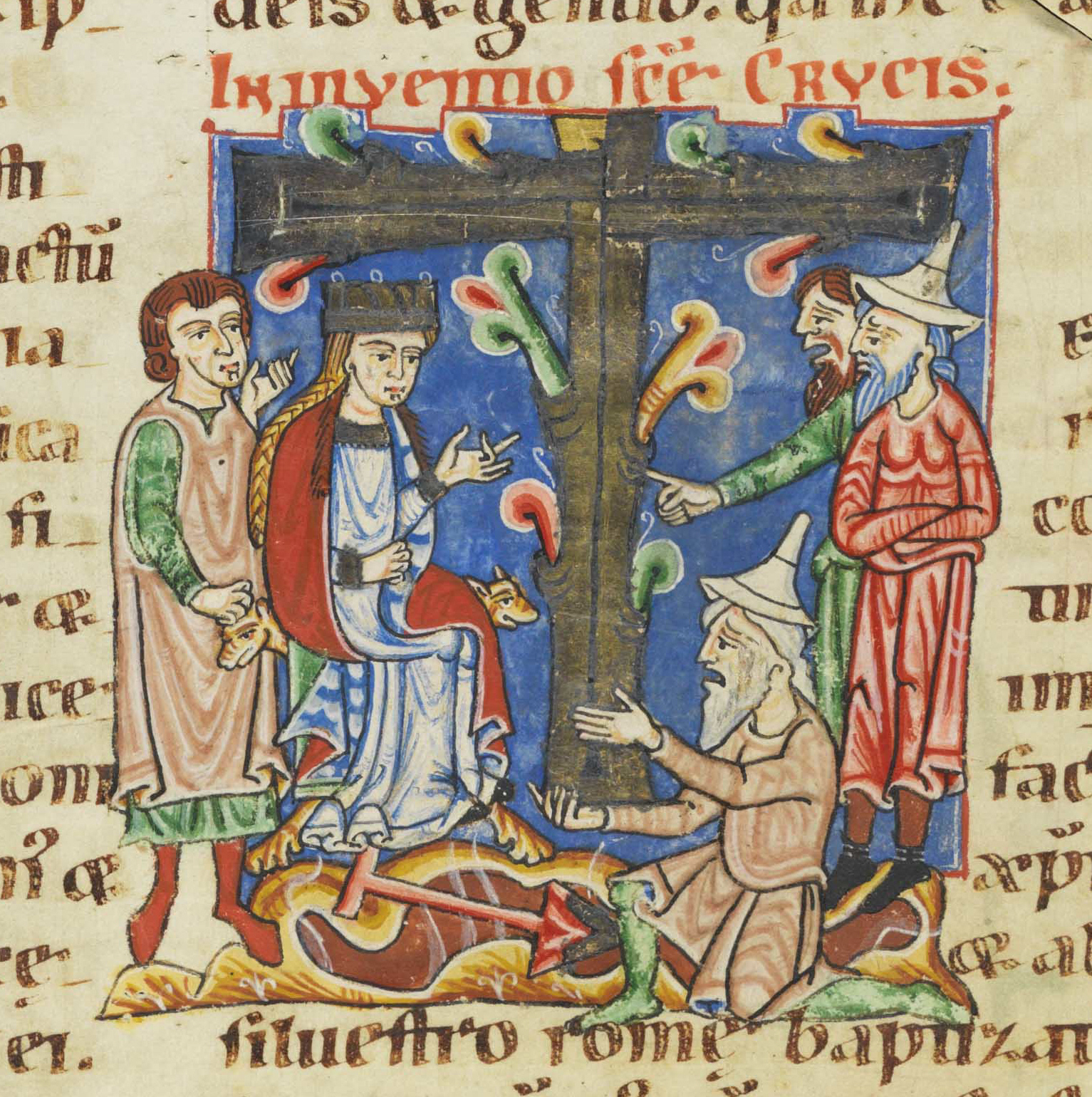
Weißenauer Passionale: Auffindung des Heiligen Kreuzes, vor 1200

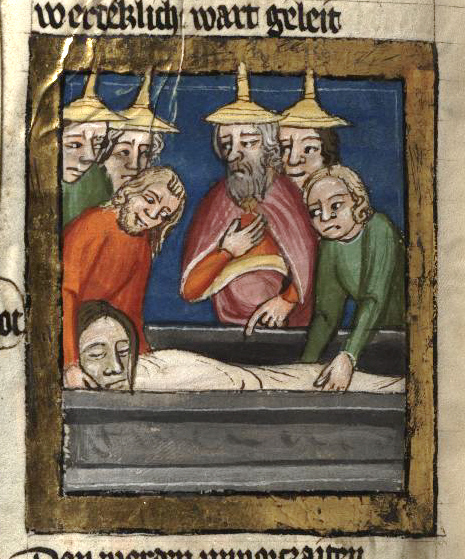
Rudolf von Ems: Weltchronik (Beisetzung Christi), nach 1350

### Beginn als Kennzeichnung ohne jüdischen Bezug
Die älteste erhaltene Abbildung des Judenhuts stammt aus dem Kostbaren Bernwardevangeliar des Bernward von Hildesheim aus dem Jahr 1015. In je einer Darstellung der Anbetung durch die Heiligen Drei Könige, von Johannes dem Täufer, und des Judas Iskariot tragen jeweils verschiedene Personengruppen, die Drei Könige, die Zuhörer des Johannes sowie die Priester, die den Judas auszahlen, den Judenhut.
Aus der Abbildung der Heiligen Drei Könige mit dem Hut schließt Sara Lipton, Professorin an der Stony Brook University, dass der Hut in diesem Werk noch nicht als Markierung für Juden diente, sondern als ikonografisches Motiv für die östliche Herkunft, das Alter und die Bildung der abgebildeten Personen. Sie leitet das aus der Entstehungszeit ab, in der unter den Ottonen eine deutliche Absetzbewegung von Konstantinopel stattfand, und identifiziert den Judenhut in den Abbildungen für Bernward mit der Phrygischen Mütze, die in byzantinischen Abbildungen Verwendung fand. Die drei mit dem Hut abgebildeten Figurengruppen identifiziert Lipton mit den drei möglichen Reaktionen der Zeitgenossen auf die Erscheinung Jesu: Ablehnung und Hass durch die Priester, Indifferenz bei den Zuhörern des Johannes und Anbetung durch die Drei Könige. Andererseits führten Bischöfe in der westlichen, Katholischen Kirche etwa zur Entstehungszeit des Evangeliars die spitze Mitra als neue Kopfbedeckung ein. Sie löste ein Stirnband ab. Mit der Darstellung in seinem Evangeliar grenzte Bernward also noch nicht aus, sondern verband in Gegenteil die Bischöfe seiner Zeit und damit sich selbst mit den Vorgängern, seien es Juden oder Nichtjuden und verwies auf die Gefahren und Verantwortung als Gelehrte.

### Entwicklung als spezifisch jüdisches Kennzeichen
Um 1056 wird im Kloster Reichenau der spitze Hut erneut verwendet, die Priester und Ältesten, die über die Hinrichtung Jesu beraten, sind damit bekleidet. Und in der um 1100 errichteten Kirche von Jelling, Dänemark gibt es eine Abbildung von Johannes dem Täufer, die offenbar direkt aus dem Bernwardevangeliar abgezeichnet wurde, einschließlich der spitzen Hüte seiner Zuhörer. 1084 war der Mönch Goderan in der Abtei Lobbes im heutigen Belgien der erste, der den Judenhut auch für seine Initialen zum Alten Testament verwendete. 1096 fertigte Goderan eine weitere Bibel für das Kloster Stablo und verwendete den spitzen Hut erneut. Diese Bibel, die heute in der British Library aufbewahrt wird, galt lange als die erste Abbildung des Judenhutes.
Diese Ikonografie wurde wegen der Entstehung während des Ersten Kreuzzuges mit seinen Judenverfolgungen als grafische Darstellung von Antijudaismus interpretiert. Lipton widerspricht: Für sie sind Goderans Initialen eine Darstellung von Alter, Wissen und Erfahrung sowie eine Zuordnung zum östlichen Kulturkreis. Beides war in seiner Zeit positiv konnotiert, so dass die Abbildungen wie auch die Kreuzzüge eine Hinwendung zum Osten und den Ereignissen der Evangelien bezeugen, keine Ablehnung.

### Zur Abgrenzung
Eine systematische Umwertung des Judentums in der christlichen Ikonographie wird in der zweiten Hälfte des 12. Jahrhunderts angenommen. Als einflussreich gilt die umstrittene Autobiographie des Hermann von Köln, die unter dem Titel De conversione sua opusculum um 1170 verbreitet wurde. Hermann war christlicher Konvertit aus dem Judentum und wurde Prämonstratenser im Kloster Cappenberg und er beschreibt erstmals Juden als Unwissende, Irregeleitete, die nichts von Christus gehört haben oder hören wollen. Praktisch gleichzeitig gibt es erste Kreuzigungsszenen, auf denen Juden explizit als solche mit dem Judenhut dargestellt und als schuldig und böse konnotiert werden, darunter eine prominente Darstellung in der Glossierung zu Psalm 68 des Petrus Lombardus.
Damit bildete sich die klassische ikonographische Verwendung des Judenhuts heraus. Sie bildete für die nächsten Jahrzehnte das entscheidende Attribut „des Juden“ in der christlichen Buchmalerei.

### Ablösung in der Ikonographie
In der christlichen Bildkunst war der Judenhut als Kennzeichen für Juden schon bald auf dem Rückzug. Ab Mitte des 13. Jahrhunderts und verstärkt im 14. Jahrhundert entstand eine physiognomische Markierung für den Juden. Insbesondere ging hieraus das Zerrbild vom Juden mit Hakennase hervor. Dieses wurde bis ins Spätmittelalter und in die Jetztzeit fortgeführt.

## Reale Kleidung

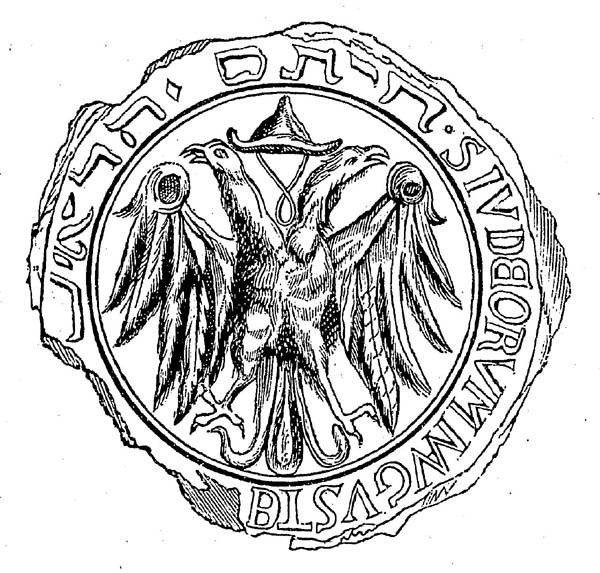
Siegel der jüdischen Gemeinde Augsburg, 1298. Es zeigt den kaiserlichen Adler und den Judenhut

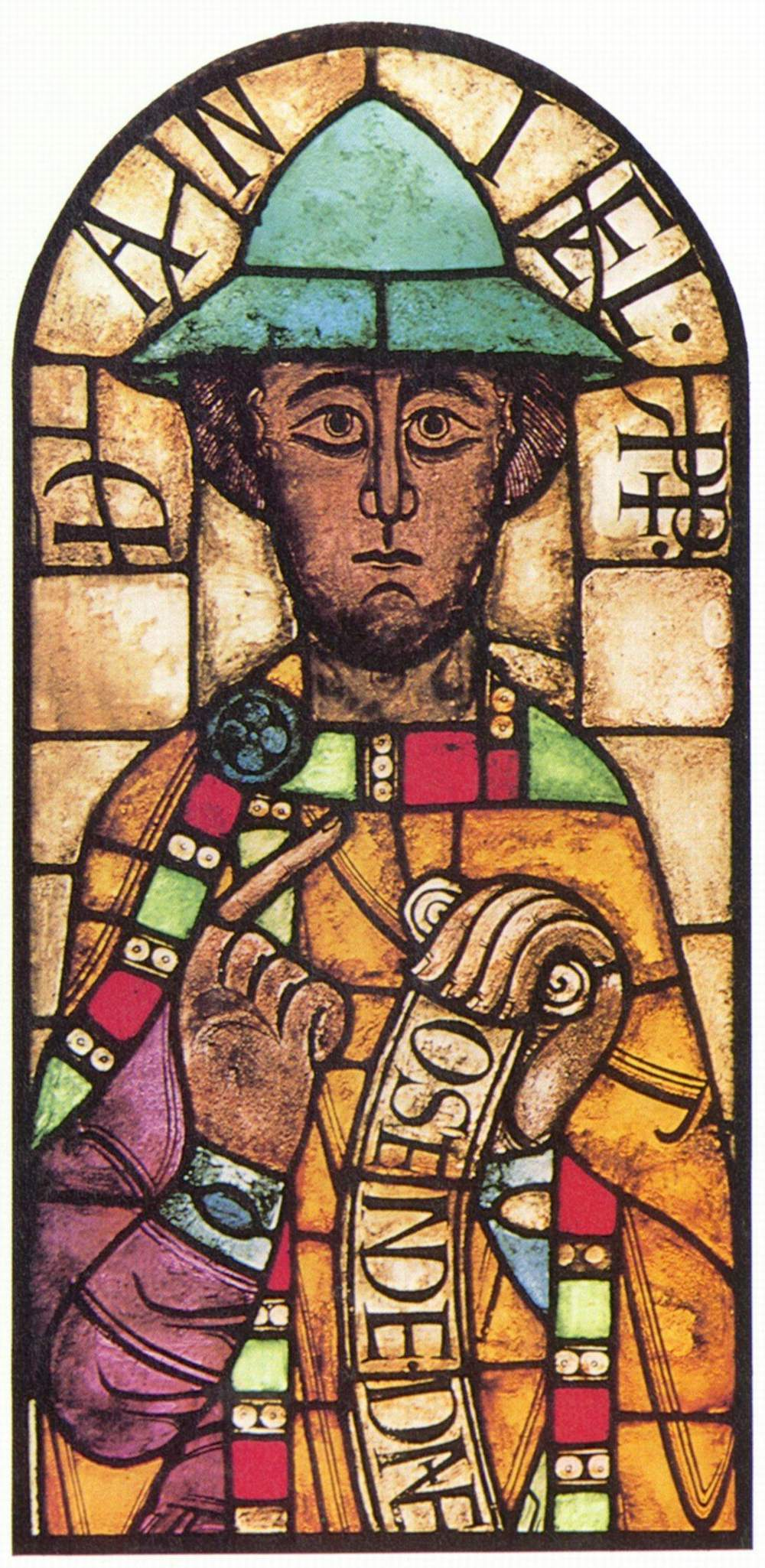
Der Prophet Daniel. Glasmalerei im Augsburger Dom, um 1100

Die Wahl des Judenhutes als Attribut stammt von einer im Alltag durch Juden getragenen Kopfbedeckung. Die tatsächliche Verbreitung des Judenhutes, dessen Tradition und Freiwilligkeit sind aus den Quellen nicht ganz einfach zu erkennen. Das Jüdische Lexikon von 1930 kennt den Judenhut nur als verordnete Kleidung. Andererseits gilt in der geschichtswissenschaftlichen Literatur der Judenhut als über lange Zeit freiwillig und selbstbestimmt gewählte, typische Kopfbedeckung deutscher Juden. Dafür spricht, dass er auch als Symbol auf Siegeln, Wappen und Münzen genutzt wurde. Auch jüdische Handschriften verwendeten den Judenhut als Illustration.

### Jüdische Tradition
Sicher ist, dass sich eine spezifische jüdische Tracht erst entwickeln musste. Zunächst trugen Juden dieselbe Kleidung wie ihre Mitmenschen. Bereits Erzbischof Agobard von Lyon (779–840) beklagte sich darüber, dass einige jüdische Frauen an ihrer Kleidung nicht mehr als solche erkennbar wären. Andererseits stellte eine Rabbinerversammlung im Rheinland Anfang des 13. Jahrhunderts ausdrücklich als Taqqanot die religiöse Pflicht auf, Haar und Bart in „jüdischer Fasson“ zu tragen und „keinesfalls christliche Barttracht zu imitieren.“ Die spezifische Tracht kam also sowohl aus einer eigenen Tradition, als auch als Forderung der Abgrenzung von außen. Erst nachdem Juden diese spezifische Tracht aufgrund assimilatorischer Bestrebungen in großem Maßstab aufgeben oder auch nur verändern wollten, entstand ein massiver Druck von christlicher Seite.
Der Judenhut entstand aus der einfachen persischen Mütze, die im islamischen Kulturkreis zusammen mit dem Kaftan ein übliches Kleidungsstück war. Juden blieben bei dieser traditionellen Kopfbedeckung, als die Muslime den Turban annahmen. Der Hut kam vermutlich über Spanien oder Byzanz nach Europa.

### Als vorgeschriebenes stigmatisierendes Kennzeichen

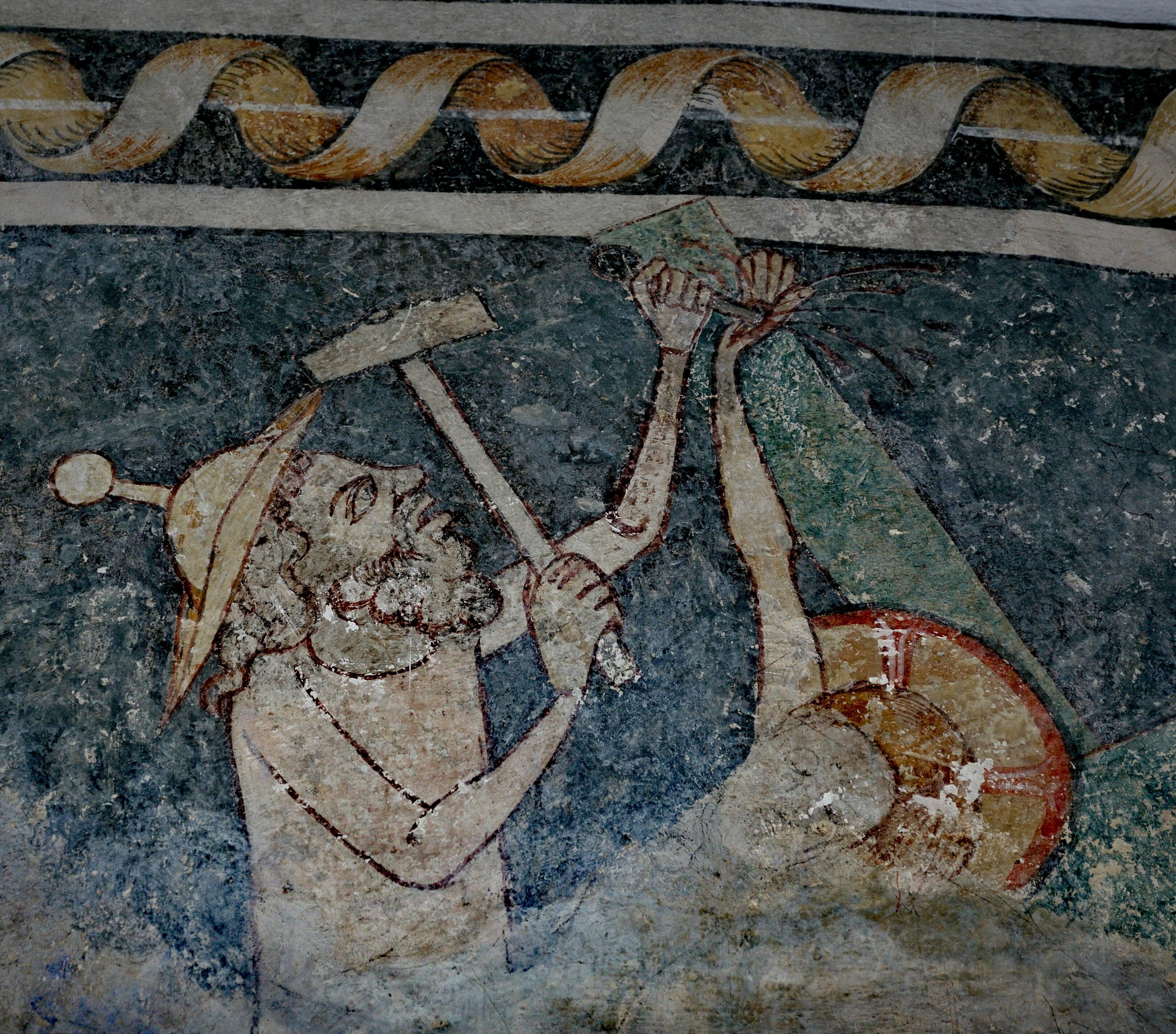
Antijüdische Darstellung der Kreuzigung Christi. Katharinenkapelle in Landau in der Pfalz, nach 1350

Unter Papst Innozenz III. forderte das Vierte Laterankonzil von 1215 Bevölkerungsgruppen wie Juden und Sarazenen (gemeint sind Muslime) zum Tragen eines stigmatisierenden Kennzeichens zu verpflichten. Der Beschluss stellte zur Begründung ausdrücklich fest, dass sie inzwischen in Teilen Europas nicht mehr von Christen zu unterscheiden wären. Diese Forderung richtete sich nicht an die Juden selbst, sondern an die weltliche Macht. Denn nur diese konnte nicht-christlichen Bevölkerungsgruppen Vorschriften machen. Die Art der Kennzeichnung legte das Konzil nicht fest.
In der Regel richteten daraufhin Partikularkonzilien entsprechende Forderungen an ihre Landesherren, in denen oft konkrete Merkmale gefordert wurden. Darunter waren ein spezieller Umhang, der 1295 in Perpignan vorgeschrieben wurde, ein Talar in Aragonien und auch der spitze Judenhut, den etwa die Synode von Breslau 1267 und von Wien im selben Jahr vorschrieben. Auch der „Schwabenspiegel“ verlangte als kaiserliches deutsches Landrecht außerhalb Sachsens ab 1270/75 ausdrücklich den Judenhut als Kennzeichen. Andernorts war es ein gelber Hut, der in Italien im 15. Jahrhundert verpflichtend wurde. Für jüdische Frauen wurden Schleier als Kennzeichen vorgegeben, so etwa in einer päpstlichen Bulle von 1257, und Konzilien von Ravenna 1311 und Köln 1442. 1360 wurde in Rom allen jüdischen Frauen ein roter Rock vorgeschrieben, in Köln mussten sie ab 1404 besonders lange, als Heuken bezeichnete Umhänge, tragen.
Als Strafe wurde das Tragen des Judenhuts im Einzelfall auch nicht-jüdischen Personen auferlegt. Genannt werden Nicht-Juden, die mit Juden eine sexuelle Beziehung eingegangen sind, und Wucherer.
Durch die sich ständig wandelnde Mode wurden diese Kennzeichen immer wieder obsolet, denn wenn rote Röcke bei allen Bevölkerungsschichten beliebt wurden, konnten sie nicht mehr als Stigma dienen. Deshalb kam ab 1227 ein spezifisches Abzeichen als verbindliches Merkmal auf und wurde in den folgenden Jahrzehnten und Jahrhunderten immer weiter verbreitet. Diese Gesetze begannen in Kulturen, wo Juden üblicherweise dieselbe Kleidung trugen wie ihre Mitmenschen. Die erste bekannte Vorschrift stammt aus England 1218, Kastilien 1219, der Provence 1234 und dem Kirchenstaat 1257. In England wurde ein weißer Aufnäher in der Form der beiden Gesetzestafeln vorgegeben, in den meisten anderen Staaten ein Gelber Ring, später häufig ein rot-weißer Ring.
Im deutschen Raum trugen Juden noch bis ins 15. Jahrhundert weit überwiegend ihre traditionelle Kleidung und insbesondere den Judenhut, so dass hier der Ring (in gelber oder anderen Farbe) erst ab 1451 (Nürnberg und Bamberg), 1452 (Frankfurt am Main) eingeführt wurde. In den Habsburger Erblanden wurde er 1551 verpflichtend. Diese Vorschriften blieben mit wenigen Ausnahmen bis ins späte 18. Jahrhundert bestehen, ihre Durchsetzung war in den verschiedenen Regionen aber unterschiedlich streng, so dass kirchliche Konzilien ihre Einhaltung wieder und wieder anmahnten.

## Übertragungen
Im Kontext der Pest 1349 wurden Juden vom deutschsprachigen Europa vertrieben. Ab diesem Zeitpunkt lässt sich eine Übertragung feststellen. Naomi Lubrich zeigt, wie der spitze Hut in der Ikonographie auf Kriminelle, Heiden und andere nichtchristlichen Außenseiter übertragen wurde, darunter Zauberer und Zwerge. Dokumentieren lassen sich Gesetze, etwa in Ungarn 1421, nach denen Menschen, die der Zauberei überführt wurden, zur öffentlichen Beschämung einen spitzen Hut aufsetzen müssen.

## Heraldik

Stadtwappen von Judenburg

Der sogenannte Judenhut ist in der Heraldik eine gemeine Wappenfigur und wird selten ohne einen menschlichen Kopf im Wappen gezeigt. Die kappenförmige Kopfbedeckung ist die schon im Mittelalter von Israeliten getragene. Die Wappenfigur kann im Schild oder auch im Oberwappen sein. Seine Darstellung ist eigentlich weiß (Silber) oder gelb (Gold). Aber der Hut wurde aus Unkenntnis gelegentlich mit dem Eisenhut verwechselt.

## Numismatik
Der Judenkopfgroschen ist ein unter Kurfürst Friedrich II. den Sanftmütigen von Sachsen (1428–1464) nach der Münzordnung von 1444 bis etwa 1451 geprägter Oberwährgroschen der sächsischen Groschenzeit.  Der Münzname ist vom Münzbild mit der Meißner Helmzier mit dem Mannskopf, dem sogenannten Judenkopf, abgeleitet.